# 仙火花属
仙火花属（学名：Veltheimia）是一种多年生植物，原产于南非开普省，属于天门冬科、绵枣儿亚科。它的拉丁学名是为了纪念德国植物学赞助人奥古斯特·费迪南德·冯·费尔特海姆。

## 下属物种
本属共有两个种：
- 垂花仙火花 Veltheimia bracteata  Harv. ex Baker
- 仙火花 Veltheimia capensis (L.) DC.